# Scrupocellaria ulrichi
Scrupocellaria ulrichi är en mossdjursart som beskrevs av Ferdinand Canu och Ray Smith Bassler 1929. Scrupocellaria ulrichi ingår i släktet Scrupocellaria och familjen Candidae. Inga underarter finns listade i Catalogue of Life.